# 高鍬亮
高鍬 亮（たかくわ りょう、1964年8月28日 - ）はNHKのシニアアナウンサー。好きな食べ物は寿司、焼肉、日本酒、ビール。

## 略歴
北海道札幌市出身。北海道札幌西高等学校を経て、広島大学大学院を卒業後、1992年に入局。
スノーボードの資格所持。
年齢のせいであるが、声が変わっているのが特徴的である。

## 出演
札幌放送局時代（1度目）
鳥取放送局時代
- 鳥取県のニュース

奈良放送局時代
- 奈良県のニュース

広島放送局時代
- 広島県・中国地方のニュース

札幌放送局時代（1度目）
- ほくほくテレビ（リポーター）
- NHKニュースおはよう北海道（キャスター）

帯広放送局時代
- 十勝地方のニュース・中継・リポート

東京アナウンス室時代（1度目）
- BSニュース

大津放送局時代
- おうみ発610（キャスター）
- おうみ845（不定期）
- アナウンス統括
- 千葉放送局時代
- ひるどき情報ちば（編集責任者）
- ひるまえ ほっと（千葉県内の情報・不定期）
- FMラジオニュース
- アナウンス統括

東京アナウンス室時代（2度目）
- 首都圏ネットワーク（リポーター）
- NHKニュースおはよう日本・関東甲信越（リポーター）

福井放送局時代
- 福井県のニュース
- Dino★ラジ（キャスター）
- おはよう福井（2024年度まで）
- おはよう北陸（2025年度）
- ニュースザウルスふくい（代理キャスター）
- アナウンスグループ統括代理（デスク業務）

札幌放送局時代（2度目）
- 北海道のニュース
  - ニュース北海道645
  - ほっとニュース845
- ほっとニュース北海道 ニュースリーダー（不定期）